# Børkop Kommune
Børkop Kommune i Vejle Amt blev dannet ved kommunalreformen i 1970. Ved strukturreformen i 2007 indgik den i Vejle Kommune sammen med Egtved Kommune (undtagen Vester Nebel Sogn, som kom til Kolding Kommune), det meste af Give Kommune, Jelling Kommune og Grejs Sogn fra Tørring-Uldum Kommune.

## Tidligere kommuner
Børkop Kommune blev dannet ved sammenlægning af 4 sognekommuner:
| Kommune    | Folketal 1. januar 1970 | Byer                       |
| ---------- | ----------------------- | -------------------------- |
| Gauerslund | 5.585                   | Andkær, Brejning og Børkop |
| Gårslev    | 1.466                   | Gårslev og Høl             |
| Skærup     | 633                     | Skærup                     |
| Smidstrup  | 1.598                   | Smidstrup                  |
| I alt      | 9.282                   |                            |

Skærup Sogn afgav et område ved Svinholt til Vejle Kommune.

## Sogne
Børkop Kommune bestod af følgende sogne, alle fra Holmans Herred:
- Gauerslund Sogn
- Gårslev Sogn
- Skærup Sogn
- Smidstrup Sogn

## Valgresultater
| 7 | 2 | 8 |

| 15 |

| 6 | 1 | 5 | 1 | 4 |

| 14 | 3 |

| 6 | 1 | 6 | 2 | 2 |

| 12 | 5 |

| 6 | 2 | 6 | 1 | 2 |

| 12 | 5 |

| 6 | 2 | 1 | 1 | 5 | 2 |

| 14 | 3 |

| 4 | 1 | 1 | 7 | 2 |

| 11 | 4 |

| 4 | 1 | 1 | 7 | 2 |

| 11 | 4 |

| 5 | 1 | 6 | 3 |

| 10 | 5 |

| 8 | 5 | 2 |

| 11 | 4 |

## Borgmestre[3]
| Navn                 | Parti             | Periode   |
| -------------------- | ----------------- | --------- |
| Hans Bjerre Hansen   | Venstre           | 1970-1978 |
| Thorvald Bang-Hansen | Venstre           | 1978-1986 |
| Bent Engstrøm        | Lokalliste        | 1986-1990 |
| Thorvald Bang-Hansen | Venstre           | 1990-1998 |
| Leif Skov            | Socialdemokratiet | 1998-2006 |

Leif Skov fortsatte som borgmester i Vejle Kommune til 2009.

## Rådhus
I 2013 blev Børkops gamle rådhus på Ågade 6 og Elbækvej 2-4 solgt for at blive ombygget til ejerlejligheder og aktivitetshus.